# ジェイワン (企業)
ジェイワンは、東京都渋谷区に本社を置く、シーエー・モバイル傘下のレコード会社、モバイルコンテンツ制作会社である。旧社名は株式会社CAMエンタテインメント。エイベックス・マーケティングとCDおよびDVDの委託販売契約を結んでいる。

## 概要
設立当初は、「モバイルを最強のプロモーション・ツールとして使うことで、パッケージ（商品）の魅力をもっと世の中に伝える」「コンスタントに毎月アルバム・シングルを含め1-2作品。オーディションについても継続的に年1-2回のペースで実施」としていたが、所属アーティストの新譜のリリースは2009年5月13日を最後に途絶えており(2012年12月現在)、モバイルコンテンツ制作やアプリ用サウンド制作が主な業務となっている。

## 沿革
- 2007年3月27日　サイバーエージェントより、子会社シーエー・モバイルが音楽レーベルCAMエンタテインメントを2007年10月に設立すると発表。[4]
- 2007年7月2日　エイベックス・マーケティングとの販売委託契約締結、ならびに長瀬実夕、strawberry RecordのCDを10月にリリースすると発表。[5]
- 2008年5月1日　シーエー・モバイルより分社
- 2011年3月1日　社名を株式会社ジェイワンに変更[6]

## 所属アーティスト(2009年5月時点)
- 大黒摩季(32Recordsへ移籍 2016年Being再契約)
- 長瀬実夕
- Strawberry Record(活動停止)
- 沢樹マイカ
- SACON
- Wonder-holic(活動停止)
- 吉田愛璃
- Mistral